# Rabiea
Rabiea là chi thực vật có hoa trong họ Aizoaceae.